# جولي سوك
جولي سوك (بالإنجليزية: Julie Suk)‏ (1924)؛ كاتِبة وشاعرة أمريكية. درست في جامعة ألاباما.